# 세계 롤러스포츠 연맹
세계 롤러스포츠 연맹(영어: World Skate 월드 스케이트[*], WS)는 스케이트보드, 인라인스피드스케이팅, 아티스틱스케이팅, 인라인알파인, 인라인다운힐, 인라인프리스타일, 인라인하키, 롤러하키, 롤러더비, 롤러프리스타일, 스쿠터링, 스케이트크로스 종목을 총괄하는 국제 스포츠 행정 기구이다. 1924년 4월에 스위스 몽트뢰에서 국제 올림픽 위원회와 밀접한 관련이 있던 두 명의 스위스 스포츠인 프레트 렌케비츠와 오토 마이어에 의해 설립되었다.

## 회원국
| 국가                  | 협회                                         | 코드 | 대륙       | 설립   | 가맹   | 비고 |
| --------------------- | -------------------------------------------- | ---- | ---------- | ------ | ------ | ---- |
| 가나                  | 가나 롤러스케이팅 협회                       | GHA  | 아프리카   |        |        |      |
| 가봉                  | 가봉 롤러스포츠 연맹                         | GAB  | 아프리카   |        |        |      |
| 감비아                | 감비아 롤러스포츠 협회                       | GAM  | 아프리카   |        |        |      |
| 과테말라              | 과테말라 국가 롤러스포츠 연맹                | GUA  | 아프리카   |        |        |      |
| 그리스                | 그리스 롤러스포츠 협회                       | GRE  | 유럽       |        |        |      |
| 기니                  | 기니 롤러스포츠 연맹                         | GUI  | 아프리카   |        |        |      |
| 기니비사우            | 기니비사우 국가 롤러스포츠 스케이트보드 연맹 | GBS  | 아프리카   |        |        |      |
| 나미비아              | 나미비아 아이스하키 인라인하키 협회          | NAM  | 아프리카   |        |        |      |
| 나이지리아            | 나이지리아 롤러스포츠 연맹                   | NGR  | 아프리카   |        |        |      |
| 남아프리카 공화국     | 남아프리카 롤러스포츠 연맹                   | RSA  | 아프리카   |        |        |      |
| 네덜란드              | 네덜란드 스케이트보드 연맹                   | NED  | 유럽       |        |        |      |
| 네덜란드              | 네덜란드 롤러스포츠 협회                     | NED  | 유럽       |        |        |      |
| 네덜란드              | 네덜란드 왕립 빙상 협회                      | NED  | 유럽       |        |        |      |
| 네팔                  | 네팔 롤러스포츠 스케이트보드 협회            | NEP  | 아시아     |        |        |      |
| 노르웨이              | 노르웨이 보드스포츠 연맹                     | NOR  | 유럽       |        |        |      |
| 뉴질랜드              | 뉴질랜드 롤러스포츠 연맹                     | NZL  | 오세아니아 |        |        |      |
| 니카라과              | 니카라과 롤러스포츠 연맹                     | NCA  | 아메리카   |        |        |      |
| 대한민국              | 대한롤러스포츠연맹                           | KOR  | 아시아     | 1972년 | 1977년 |      |
| 덴마크                | 덴마크 롤러스포츠 연맹                       | DEN  | 유럽       |        |        |      |
| 도미니카 공화국       | 도미니카 공화국 롤러스포츠 연맹              | DOM  | 아메리카   |        |        |      |
| 독일                  | 독일 롤러스포츠 인라인 협회                  | GER  | 유럽       |        |        |      |
| 동티모르              | 동티모르 롤러스포츠 연맹                     | TLS  | 아시아     |        |        |      |
| 라트비아              | 라트비아 인라인하키 연맹                     | LAT  | 유럽       |        |        |      |
| 라트비아              | 라트비아 스케이트보드 연맹                   | LAT  | 유럽       |        |        |      |
| 라트비아              | 라트비아 롤러스케이팅 연맹                   | LAT  | 유럽       |        |        |      |
| 라이베리아            | 라이베리아 롤러스포츠 연맹                   | LBR  | 아프리카   |        |        |      |
| 러시아                | 러시아 롤러스포츠 연맹                       | RUS  | 유럽       |        |        |      |
| 러시아                | 러시아 스케이트보드 연맹                     | RUS  | 유럽       |        |        |      |
| 레바논                | 레바논 롤러스포츠 연맹                       | LBN  | 아시아     |        |        |      |
| 루마니아              | 루마니아 롤러스포츠 연맹                     | ROU  | 유럽       |        |        |      |
| 룩셈부르크            | 룩셈부르크 롤러스포츠 연맹                   | LUX  | 유럽       |        |        |      |
| 리투아니아            | 리투아니아 스케이트보드 연맹                 | LTU  | 유럽       |        |        |      |
| 리히텐슈타인          | 리히텐슈타인 아이스하키 롤러스포츠 협회      | LIE  | 유럽       |        |        |      |
| 마카오                | 마카오 롤러스포츠 협회                       | MAC  | 아시아     |        |        |      |
| 말레이시아            | 말레이시아 롤러스포츠 연맹                   | MAS  | 아시아     |        |        |      |
| 멕시코                | 멕시코 롤러스포츠 연맹                       | MEX  | 아메리카   |        |        |      |
| 모로코                | 모로코 왕립 어번스포츠 유사 종목 연맹        | MAR  | 아프리카   |        |        |      |
| 모리셔스              | 모리셔스 롤러스포츠 스케이트보드 연맹        | MRI  | 아프리카   |        |        |      |
| 모잠비크              | 모잠비크 롤러스포츠 연맹                     | MOZ  | 아프리카   |        |        |      |
| 몰도바                | 몰도바 국가 롤러스포츠 연맹                  | MDA  | 유럽       |        |        |      |
| 몰타                  | 몰타 롤러스포츠 연맹                         | MLT  | 유럽       |        |        |      |
| 미국                  | 미국 롤러스포츠 연맹                         | USA  | 아메리카   |        |        |      |
| 미국                  | 미국 스케이트보드 연맹                       | USA  | 아메리카   |        |        |      |
| 미얀마                | 미얀마 롤러스포츠 협회                       | MYA  | 아시아     |        |        |      |
| 바베이도스            | 바베이도스 스케이트보드 협회                 | BAR  | 아메리카   |        |        |      |
| 방글라데시            | 방글라데시 롤러스케이팅 연맹                 | BAN  | 아시아     |        |        |      |
| 베냉                  | 베냉 롤러스포츠 연맹                         | BEN  | 아프리카   |        |        |      |
| 베네수엘라            | 베네수엘라 롤러스포츠 연맹                   | VEN  | 아메리카   |        |        |      |
| 베트남                | 베트남 롤러스포츠 연맹                       | VIE  | 아시아     |        |        |      |
| 벨기에                | 벨기에 롤러스포츠 연맹                       | BEL  | 유럽       |        |        |      |
| 벨라루스              | 벨라루스 롤러스포츠 스케이트보드 연맹        | BLR  | 유럽       |        |        |      |
| 벨라루스              | 벨라루스 스케이트보드 연맹                   | BLR  | 유럽       |        |        |      |
| 보스니아 헤르체고비나 | 보스니아 헤르체고비나 롤러스포츠 협회        | BIH  | 유럽       |        |        |      |
| 볼리비아              | 볼리비아 롤러스포츠 연맹                     | BOL  | 아메리카   |        |        |      |
| 부르키나파소          | 부르키나파소 롤러스포츠 연맹                 | BUR  | 아프리카   |        |        |      |
| 북마케도니아          | 마케도니아 롤러스포츠 연맹                   | MKD  | 유럽       |        |        |      |
| 불가리아              | 불가리아 롤러스포츠 연맹                     | BUL  | 유럽       |        |        |      |
| 브라질                | 브라질 하키 롤러스포츠 연맹                  | BRA  | 아메리카   |        |        |      |
| 브라질                | 브라질 롤러스포츠 연맹                       | BRA  | 아메리카   |        |        |      |
| 사우디아라비아        | 사우디 롤러스포츠 위원회                     | KSA  | 아시아     |        |        |      |
| 산마리노              | 산마리노 롤러스포츠 연맹                     | SMR  | 유럽       |        |        |      |
| 세네갈                | 세네갈 롤러스포츠 연맹                       | SEN  | 아프리카   |        |        |      |
| 세르비아              | 세르비아 롤러스포츠 스케이트보드 연맹        | SRB  | 유럽       |        |        |      |
| 수단                  | 수단 스케이팅 연맹                           | SUD  | 아프리카   |        |        |      |
| 스리랑카              | 스리랑카 국가 롤러스케이팅 협회              | SRI  | 아시아     |        |        |      |
| 스웨덴                | 스웨덴 스케이팅 협회                         | SWE  | 유럽       |        |        |      |
| 스웨덴                | 스웨덴 인라인하키 연맹                       | SWE  | 유럽       |        |        |      |
| 스웨덴                | 스웨덴 스케이트보드 연맹                     | SWE  | 유럽       |        |        |      |
| 스위스                | 스위스 롤러스포츠 연맹                       | SUI  | 유럽       |        |        |      |
| 스페인                | 스페인 왕립 롤러스포츠 연맹                  | ESP  | 유럽       |        |        |      |
| 슬로바키아            | 슬로바키아 스피드스케이팅 연맹               | SVK  | 유럽       |        |        |      |
| 슬로베니아            | 슬로베니아 롤러스케이팅 연맹                 | SLO  | 유럽       |        |        |      |
| 슬로베니아            | 슬로베니아 스케이팅 연맹                     | SLO  | 유럽       |        |        |      |
| 시에라리온            | 시에라리온 롤러스포츠 연맹                   | SLE  | 아프리카   |        |        |      |
| 싱가포르              | 싱가포르 롤러스포츠 연맹                     | SGP  | 아시아     |        |        |      |
| 아랍에미리트          | 아랍 롤러스포츠 협회                         | UAE  | 아시아     |        |        |      |
| 아르메니아            | 아르메니아 롤러스포츠 스케이트보드 연맹      | ARM  | 아시아     |        |        |      |
| 아르헨티나            | 아르헨티나 롤러스포츠 연맹                   | ARG  | 아메리카   |        |        |      |
| 아이티                | 아이티 롤러스케이팅 연맹                     | HAI  | 아메리카   |        |        |      |
| 아일랜드              | 아일랜드 롤러스포츠 협회                     | IRL  | 유럽       |        |        |      |
| 아제르바이잔          | 아제르바이잔 롤러스포츠 연맹                 | AZE  | 유럽       |        |        |      |
| 아프가니스탄          | 아프가니스탄 국가 롤러스포츠 연맹            | AFG  | 아시아     |        |        |      |
| 안도라                | 안도라 롤러스포츠 연맹                       | AND  | 유럽       |        |        |      |
| 알바니아              | 알바니아 하키 롤러스포츠 협회                | ALB  | 유럽       |        |        |      |
| 앙골라                | 앙골라 롤러스포츠 연맹                       | ANG  | 아프리카   |        |        |      |
| 에스토니아            | 에스토니아 롤러스케이팅 연맹                 | EST  | 유럽       |        |        |      |
| 에콰도르              | 에콰도르 하키 롤러스포츠 연맹                | ECU  | 아메리카   |        |        |      |
| 엘살바도르            | 살바도르 롤러스포츠 연맹                     | ESA  | 아메리카   |        |        |      |
| 영국                  | 영국 롤러스포츠 연맹                         | GBR  | 유럽       |        |        |      |
| 오스트레일리아        | 오스트레일리아 롤러스포츠 연맹               | AUS  | 오세아니아 |        |        |      |
| 오스트리아            | 오스트리아 롤러스포츠 인라인스케이팅 연맹    | AUT  | 유럽       |        |        |      |
| 온두라스              | 온두라스 롤러스포츠 연맹                     | HON  | 아메리카   |        |        |      |
| 우간다                | 우간다 롤러스포츠 협회                       | UGA  | 아프리카   |        |        |      |
| 우루과이              | 우루과이 롤러스포츠 하키 연맹                | URU  | 아메리카   |        |        |      |
| 우크라이나            | 우크라이나 롤러스포츠 연맹                   | UKR  | 유럽       |        |        |      |
| 이란                  | 이란 롤러스케이팅 연맹                       | IRI  | 아시아     |        |        |      |
| 이스라엘              | 이스라엘 롤러스포츠 연맹                     | ISR  | 유럽       |        |        |      |
| 이집트                | 이집트 아마추어 롤러스포츠 연맹              | EGY  | 아프리카   |        |        |      |
| 이탈리아              | 이탈리아 롤러스포츠 연맹                     | ITA  | 유럽       |        |        |      |
| 인도                  | 인도 롤러스케이팅 연맹                       | IND  | 아시아     |        |        |      |
| 인도네시아            | 인도네시아 롤러스케이팅 연맹                 | INA  | 아시아     |        |        |      |
| 일본                  | 세계 롤러스포츠 일본 연맹                    | JPN  | 아시아     |        |        |      |
| 잠비아                | 잠비아 롤러스포츠 협회                       | ZAM  | 아프리카   |        |        |      |
| 조지아                | 조지아 롤러스포츠 협회                       | GEO  | 유럽       |        |        |      |
| 조지아                | 조지아 국가 스케이트보드 연맹                | GEO  | 유럽       |        |        |      |
| 중화 타이베이         | 중화민국 롤러스포츠 협회                     | TPE  | 아시아     |        |        |      |
| 중화인민공화국        | 중국 롤러스포츠 협회                         | CHN  | 아시아     |        |        |      |
| 체코                  | 체코 롤러스포츠 연맹                         | CZE  | 유럽       |        |        |      |
| 칠레                  | 칠레 하키 롤러스포츠 연맹                    | CHI  | 아메리카   |        |        |      |
| 카메룬                | 카메룬 롤러스포츠 연맹                       | CMR  | 아프리카   |        |        |      |
| 카자흐스탄            | 카자흐스탄 스케이트보드 연맹                 | KAZ  | 아시아     |        |        |      |
| 캄보디아              | 캄보디아 롤러스포츠 연맹                     | CAM  | 아시아     |        |        |      |
| 캐나다                | 캐나다 롤러스포츠 연맹                       | CAN  | 아메리카   |        |        |      |
| 캐나다                | 캐나다 인라인하키 연맹                       | CAN  | 아메리카   |        |        |      |
| 캐나다                | 캐나다 스케이트보드 연맹                     | CAN  | 아메리카   |        |        |      |
| 케냐                  | 케냐 롤러스케이팅 연맹                       | KEN  | 아프리카   |        |        |      |
| 케이맨 제도           | 케이맨 제도 롤러스포츠 연맹                  | CAY  | 아메리카   |        |        |      |
| 코스타리카            | 코스타리카 롤러스포츠 계열 종목 연맹         | CRC  | 아메리카   |        |        |      |
| 코트디부아르          | 코트디부아르 롤러스포츠 연맹                 | CIV  | 아프리카   |        |        |      |
| 콜롬비아              | 콜롬비아 롤러스포츠 연맹                     | COL  | 아메리카   |        |        |      |
| 콩고 공화국           | 콩고 공화국 롤러스포츠 연맹                  | CGO  | 아프리카   |        |        |      |
| 콩고 민주 공화국      | 콩고 민주 공화국 롤러스포츠 연맹             | COD  | 아프리카   |        |        |      |
| 쿠바                  | 쿠바 롤러스포츠 연맹                         | CUB  | 아메리카   |        |        |      |
| 크로아티아            | 크로아티아 롤러스포츠 연맹                   | CRO  | 유럽       |        |        |      |
| 키프로스              | 키프로스 아이스 롤러 스케이팅 연맹           | CYP  | 유럽       |        |        |      |
| 탄자니아              | 탄자니아 롤러스케이팅 협회                   | TAN  | 아프리카   |        |        |      |
| 태국                  | 태국 익스트림스포츠 협회                     | THA  | 아시아     |        |        |      |
| 토고                  | 토고 썰매 스포츠 스키 협회                   | TOG  | 아프리카   |        |        |      |
| 튀니지                | 튀니지 롤러스케이팅 협회                     | TUN  | 아프리카   |        |        |      |
| 튀르키예              | 튀르키예 스케이트보드 연맹                   | TUR  | 유럽       |        |        |      |
| 트리니다드 토바고     | 트리니다드 토바고 롤러스케이팅 협회          | TTO  | 아메리카   |        |        |      |
| 파나마                | 파나마 롤러스포츠 협회                       | PAN  | 아메리카   |        |        |      |
| 파라과이              | 파라과이 롤러스포츠 연맹                     | PAR  | 아메리카   |        |        |      |
| 파키스탄              | 파키스탄 롤러스케이팅 연맹                   | PAK  | 아시아     |        |        |      |
| 페루                  | 페루 롤러스포츠 체육 연맹                    | PER  | 아메리카   |        |        |      |
| 포르투갈              | 포르투갈 롤러스포츠 연맹                     | POR  | 유럽       |        |        |      |
| 폴란드                | 폴란드 롤러스포츠 협회                       | POL  | 유럽       |        |        |      |
| 푸에르토리코          | 푸에르토리코 국가 롤러스포츠 연맹            | PUR  | 아메리카   |        |        |      |
| 프랑스                | 프랑스 롤러스포츠 스케이트보드 연맹          | FRA  | 유럽       |        |        |      |
| 피지                  | 피지 롤러스포츠 연맹                         | FIJ  | 오세아니아 |        |        |      |
| 핀란드                | 핀란드 스피드스케이팅 협회                   | FIN  | 유럽       |        |        |      |
| 핀란드                | 핀란드 스케이트보드 협회                     | FIN  | 유럽       |        |        |      |
| 필리핀                | 필리핀 스케이트보드 롤러스포츠 협회          | PHI  | 아시아     |        |        |      |
| 헝가리                | 헝가리 롤러스케이팅 스케이트보드 연맹        | HUN  | 유럽       |        |        |      |
| 홍콩                  | 홍콩 롤러스포츠 연맹                         | HKG  | 아시아     |        |        |      |

## 참고 문헌
- “NATIONAL FEDERATIONS”. 세계 롤러스포츠 연맹.
- “세계 롤러스포츠 연맹”. 국제 협회 연합.
- “세계 롤러스포츠 연맹”. 국제 경기 연맹 총연합회.

## 같이 보기
- 스케이트보드
- 인라인스피드스케이팅
- 아티스틱스케이팅
- 인라인알파인
- 인라인다운힐
- 인라인프리스타일
- 인라인하키
- 롤러하키
- 롤러더비
- 롤러프리스타일
- 스쿠터링
- 스케이트크로스